# اومبرتو آلمانو
اومبرتو آلمانو (انگلیسی: Umberto Germano؛ زادهٔ ۲۲ آوریل ۱۹۹۲) بازیکن فوتبال اهل ایتالیا است.
از باشگاه‌هایی که در آن بازی کرده‌است می‌توان به باشگاه فوتبال یوونتوس، باشگاه فوتبال ویرتوس لانچانو، باشگاه فوتبال پادوا، و باشگاه فوتبال پرو ورچلی اشاره کرد.
وی همچنین در تیم ملی فوتبال Italy U20 "C" بازی کرده‌است.